# Judaïsant

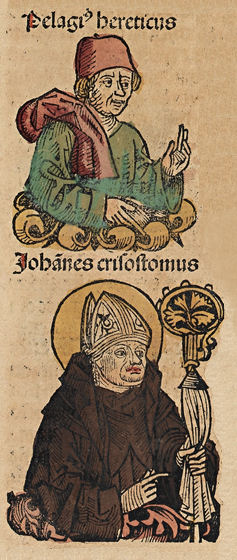
Pélage et Jean Chrysostome, illustration issue de la Chronique de Nuremberg, 1493

Dans l'Église primitive, un judaïsant est un chrétien d'origine juive qui considérait l'observance de la loi mosaïque (circoncision, régime alimentaire, etc.) comme nécessaire au salut. Par la suite et jusque de nos jours, le mot désigne les groupes de chrétiens qui affirment la nécessité d'une obéissance continue aux lois du Pentateuque (les cinq premiers livres de la Bible) pour les polythéistes (dits païens) d'abord et gentils ensuite.

## Présentation
Le terme « judaïsant » est dérivé du mot grec koine Ἰουδαΐζειν (Ioudaizein), utilisé une première fois dans le Nouveau Testament grec (Galates 2:14), lorsque l'apôtre Paul harangue publiquement Pierre qui oblige les gentils convertis au christianisme primitif à « judaïser » en observant la Torah alors que lui-même juif vit comme un gentil. Cet épisode est connu comme l'incident à Antioche. Aussi, les Épîtres pauliniennes contiennent-elles un matériel considérable contestant le point de vue des judaïsants et condamnant leurs pratiquants.
Ce terme prit un sens péjoratif particulièrement après le IIIe siècle, pour décrier les groupes judéo-chrétiens comme les Ébionites et les Nazaréens, qui croyaient que les successeurs grecs de Jésus avaient besoin de la circoncision. C'est alors un terme raccourci pour décrire la tradition orale de la conversion d'un Gentil en un Juif pour le rendre capable d'observer la Loi juive. 
Aux IVe et Ve siècles, des pères de l'église comme Jean Chrysostome et Augustin d'Hippone n'ont pas de mots assez durs ou effrayants pour tenir les judaïsants chrétiens éloignés de la synagogue et des lois de la Torah,,.